# 映画音楽パラダイス
映画音楽パラダイス（えいがおんがくパラダイス）は、NHKラジオ第1放送にて2011年4月1日から2012年3月30日まで放送された音楽番組である。

## 概要
映画のワンシーンに登場する劇中歌や、テーマソングといった映画音楽の数々を毎回取り上げる。取り上げ方は、ある作曲家の作品を特集したもの、あるいは同じ共通項のジャンル（例：ミュージカル映画・西部劇・コメディーなど）の映画の楽曲、ある特定作品のサウンドトラック盤を取り上げるものなど、毎回多彩な手法を採用して届ける。パーソナリティは棚橋志乃。
このスタイルは2012年からNHK-FM放送で放送されている「音楽遊覧飛行」で、4週間に1度放送される「中川安奈の映画音楽ワールドツアー」に引き継がれる。
テーマ曲はクリス・ボッティ「Cinema Paradiso」。

## 放送日時
- 原則毎週金曜 21:30 - 21:55（NHKプロ野球延長時は休止）